# Mesapamea approximata
Mesapamea approximata là một loài bướm đêm trong họ Noctuidae.